# هوبره شکم‌سیاه
هوبره شکم‌سیاه (نام علمی: Lissotis melanogaster) نام یک گونه از سرده هوبره‌های نرم است.